# Vasile C. Osvadă
Vasile Osvadă (n. 9 septembrie 1875, Măhaciu (azi Măhăceni), Comitatul Turda-Arieș, Austro-Ungaria – d. 16 ianuarie 1931, municipiul Cluj) a fost un economist și înalt funcționar bancar român, precum și publicist în domeniul financiar-bancar, cunoscut pentru  contribuțiile sale în planul managementului financiar bancar și în cel al literaturii de specialitate.
A fost un profesionist deosebit de activ în promovarea și concretizarea ideilor cooperatiste, în procesul de reformă al băncilor românești și în organizarea uniunii bancare „Solidaritatea”  și a contribuit la afirmarea și dezvoltarea publicisticii economice românești.
S-a implicat, de asemenea, în activitatea unionistă de la începutul secolului XX, precum și în aceea de organizare a unui corp al voluntarilor ardeleni și bucovineni în timpul Primului Război Mondial.

## Primii ani
A fost fiului unui notar comunal. A urmat liceul la Blaj și Brașov, absolvind, ulterior, Academia Comercială din Viena.

## Cariera

### Economistul
A ocupat funcția de director executiv al băncii „Agricola” din Hunedoara, după ce, mai întâi, a fost funcționar la banca „Steaua” din Petrovaselo și contabil la banca hunedoreană „Corvineana”. În Orăștie a ocupat funcția de director al Reuniunii Proprietarilor de Vite.
S-a remarcat în publicistica de factură financiar-bancară datorită articolelor sale din „Revista economică” (Sibiu), activând îndeosebi în problematica extinderii și diversificării cooperației în mediul rural și a a contribuit efectiv la întemeierea cooperativelor de credit în satele Transilvaniei.
Împreună cu colaboratori, precum Gavril Todică (contabil șef la banca „Georgeana”), a editat primul periodic românesc de profil din Transilvania – numit „Tovărășia”. Acesta a apărut săptămânal în perioada 1905 și 1911, a avut un conținut predominant cooperatist și a fost un supliment economic al ziarului „Libertatea” din Orăștie. Sprijinitori – ai acestui demers, au mai fost Ștefan Erdelyi, Ioan Moța.
A mai colaborat la „Tribuna” (Sibiu și Arad), „Foaia de Duminică” (Timișoara), „Lupta” (Budapesta), „Libertatea”.
A activat în cadrul secției economice a „Astrei”, editând (în calitatea de membru al acesteia, cu scopul sprijinirii evoluției mișcării cooperatiste), în anul 1907, lucrările „Legea tovarășilor” și „Băncile populare din România”, precum și, în 1912, studiul comparat de analiză a mișcării cooperatiste din Ungaria, Bucovina și România „Mișcarea cooperatistă”. Tot în 1907 a conceput, în numele Astrei, un proiect care prevedea organizarea uneia sau a mai multor centrale pentru tovărășiile agricole. Deoarece Astra nu a avut fonduri pentru scopul respectiv, planul nu a fost concretizat. Tot Astra l-a trimis, în 1913, în România, pentru a studia organizarea cooperației din Regat.
S-a numărat printre cei care au inițiat și au susținut asociația funcționarilor români de bancă. A susținut, de asemenea, reforma instituțiilor de credit, modernizarea și rentabilizarea acestora, precum și existența unei bănci naționale de asigurare.

### Omul politic
În perioada Primului Război Mondial a servit în Armata Austro-Ungară cu gradul de sublocotenent, fiind făcut prizonier de război pe frontul din Rusia (1916-1917). Înrolat ca voluntar în Primul Corp al Voluntarilor Români din Rusia, a ajuns în Regatul României. S-a aflat printre cei care au participat la Marea Adunare Națională de la Alba Iulia. și a fost membru ales al Marelui Sfat Național Român. Datorită activității sale anterioare în domeniile financiar și cel agrar, a ocupat, după 1 decembrie 1918, postul de secretar al resortului de agricultură al Consiliului Dirigent . Din această poziție a fost unul dintre artizanii proiectului de reformă agrară din Transilvania și Banat.
În perioada 21 octombrie 1926 – 23 iunie 1927 a fost primar  al municipiului Cluj (interimar).
A fost membru în consiliul de administrație al Institutului de Arte Grafice „Ardealul” din Cluj.
Este înmormântat în Cimitirul Central din Cluj.

## Legături extrne
- Daniel Lăcătuș, Presa din Hunedoara. Contribuții privind jurnalismul de investigație; Ed. Stef, Iasi, 2016.